# I ho'det på en gammel dreng
I ho'det på en gammel dreng (originaltitel: I huvet på en gammal gubbe) er en svensk dramedyfilm fra 1968 instrueret af Per Åhlin og Tage Danielsson med Hans Alfredson i hovedrollen. Filmen blev udgivet omkring samme tid som Norrmalms totalfornyelse i Stockholm og kan ses som en samfundskritik til både nedrivningen af bygningerne og til velfærdsstaten generelt.
Ud af den samlede spilletid på 77 minutter er omkring 50 minutter animerede. Filmen betragtes ofte som den første svenske animerede spillefilm, selvom den første, der var fuldt animeret, var Agaton Sax och Byköpings gästabud (1976).

## Handling
Efter et uheld er den pensionerede murer Johan så ilde tilredt, at han ikke længere kan klare sig selv, så han bliver sendt på plejehjem. Her stirrer han ud ad vinduet fra sin kørestol, mumler for sig selv og drømmer sig tilbage til sin barndom - den trygge opvækst med forældrene, den første kærlighed. Hvordan han stak af hjemmefra med et knust hjerte og blev tvunget til at klare sig selv. Hvordan han blev gift, fik en søn, ikke nåede at skrabe penge sammen til mad og husly, hvordan sønnen stak af hjemmefra, og konen døde. Filmen har indslag af animerede flashbacks.

## Medvirkende (i udvalg)
- Hans Alfredson som Johan Björk
- Gösta Ekman som student
- Fatima Ekman som udenlandsk kvinde
- Petra Nielsen som pige ved sandkasse
- Monica Nielsen som pigens mor
- Tage Danielsson som bilfører
- Ernst Günther som mand der kaster med bildæk
- Gus Dahlström som tankpasser